# Marlone
Johnath Marlone Azevedo da Silva, meglio noto come Johnath Marlone o semplicemente Marlone (Augustinópolis, 2 aprile 1992), è un calciatore brasiliano, centrocampista o attaccante dell'Ypiranga-RS.

## Caratteristiche tecniche
Ala sinistra, può giocare come trequartista o seconda punta.

## Carriera

### Club
Ha giocato per Vasco da Gama, Cruzeiro, Fluminense e Sport Recife prima di passare dal Penapolense al Corinthians il 12 gennaio 2016 in cambio di circa 941000 €.

## Palmarès

### Club

#### Competizioni statali
- Campionato Mineiro: 2

Cruzeiro: 2014
Atlético Mineiro: 2017

#### Competizioni nazionali
- Campionato brasiliano: 1

Cruzeiro: 2014